# 麥可·查維斯
麥可·查維斯（英語：Michael Chaves，1984年11月3日—）是一位美国电影制片人和视觉特效師。他最著名的作品是执导恐怖电影《哭泣的女人》（2019年）、《招魂3》（2021年）和《鬼修女II》（2023年）。 